# Elecciones provinciales de Salta de 2015
Las Elecciones Generales de la Provincia de Salta 2015 se realizaron el 17 de mayo de 2015. En ella se eligieron gobernador y vicegobernador, diputados y senadores provinciales (electos por departamento) y concejales e intendentes (electos por municipio).
Los candidatos surgieron de Elecciones Primarias, Abiertas, Simultáneas y Obligatorias (PASO) del 12 de abril de 2015, tras alcanzar el 1,5% de los votos positivos.

## Renovación legislativa
| Departamento           | Cámara de Diputados | Cámara de Diputados | Cámara de Senadores | Cámara de Senadores |
| Departamento           | Diputados           | A renovar           | Senadores           | A renovar           |
| ---------------------- | ------------------- | ------------------- | ------------------- | ------------------- |
| Anta                   | 3                   | —                   | 1                   | 1                   |
| Cachi                  | 1                   | —                   | 1                   | —                   |
| Cafayate               | 1                   | —                   | 1                   | —                   |
| Capital                | 19                  | 9                   | 1                   | —                   |
| Cerrillos              | 2                   | 2                   | 1                   | 1                   |
| Chicoana               | 1                   | —                   | 1                   | —                   |
| General Güemes         | 2                   | 2                   | 1                   | —                   |
| General San Martín     | 6                   | 3                   | 1                   | 1                   |
| Guachipas              | 1                   | 1                   | 1                   | —                   |
| Iruya                  | 1                   | —                   | 1                   | 1                   |
| La Caldera             | 1                   | 1                   | 1                   | —                   |
| La Candelaria          | 1                   | 1                   | 1                   | 1                   |
| La Poma                | 1                   | 1                   | 1                   | —                   |
| La Viña                | 1                   | 1                   | 1                   | 1                   |
| Los Andes              | 1                   | 1                   | 1                   | —                   |
| Metán                  | 3                   | —                   | 1                   | 1                   |
| Molinos                | 1                   | 1                   | 1                   | —                   |
| Orán                   | 6                   | 3                   | 1                   | 1                   |
| Rivadavia              | 2                   | —                   | 1                   | 1                   |
| Rosario de la Frontera | 2                   | —                   | 1                   | 1                   |
| Rosario de Lerma       | 2                   | 2                   | 1                   | —                   |
| San Carlos             | 1                   | 1                   | 1                   | —                   |
| Santa Victoria         | 1                   | 1                   | 1                   | 1                   |
| Total                  | 60                  | 30                  | 23                  | 11                  |

## Resultados

### Primarias
En las elecciones primarias (PASO) realizadas el 12 de abril de 2015, el actual gobernador Juan Manuel Urtubey obtuvo como precandidato a gobernador por el Frente Para la Victoria más del 47,23% de los votos, frente al 33,69% de la fórmula del exgobernador Juan Carlos Romero- Alfredo Olmedo, quienes contaron con el respaldo del Frente Renovador y del PRO. en tercer lugar quedó el Partido Obrero con el 7,29% de los votos, y finalmente la alianza "Hay Otro Camino", en la que confluyeron la UCR, Unen y el Partido Socialista quienes obtuvieron el 6,67 por ciento de los votos.
| Fórmula               | Fórmula                   | Partido               | Partido                                         | Votos   | %     |
| Gobernador            | Vicegobernador            | Partido               | Partido                                         | Votos   | %     |
| --------------------- | ------------------------- | --------------------- | ----------------------------------------------- | ------- | ----- |
| Juan Manuel Urtubey   | Miguel Isa                |                       | Frente Justicialista Renovador para la Victoria | 292.311 | 47,23 |
| Juan Carlos Romero    | Alfredo Olmedo            |                       | Frente Romero + Olmedo                          | 208.508 | 33,69 |
| Claudio del Plá       | Gabriela Angelina Cerrano |                       | Partido Obrero                                  | 45.137  | 7,29  |
| Miguel Nanni          | Alberto Rolando Tonda     |                       | UCR–UNEN–PS                                     | 41.279  | 6,67  |
| Edmundo Ariel Falú    | Oscar Adolfo Monzón       |                       | Frente Popular                                  | 12.743  | 2,05  |
| Cecilia Gómez         | Silvia Cristina Álvarez   |                       | Movimiento Socialista de los Trabajadores       | 11.336  | 1,83  |
| Ricardo Gallego       | Orlando Ruiz              |                       | Movimiento Independiente de Justicia y Dignidad | 7.503   | 1,21  |
| Votos positivos       | Votos positivos           | Votos positivos       | Votos positivos                                 | 618.817 | 95,70 |
| Votos en blanco       | Votos en blanco           | Votos en blanco       | Votos en blanco                                 | 27.781  | 4,29  |
| Votos nulos           | Votos nulos               | Votos nulos           | Votos nulos                                     | 125     | 0,01  |
| Participación         | Participación             | Participación         | Participación                                   | 646.598 | 69,43 |
| Electores registrados | Electores registrados     | Electores registrados | Electores registrados                           | 931.213 | 100   |
| Fuente:               |                           |                       |                                                 |         |       |

### Gobernador y vicegobernador
| Fórmula               | Fórmula                   | Partido               | Partido                                         | Votos   | %     |
| Gobernador            | Vicegobernador            | Partido               | Partido                                         | Votos   | %     |
| --------------------- | ------------------------- | --------------------- | ----------------------------------------------- | ------- | ----- |
| Juan Manuel Urtubey   | Miguel Isa                |                       | Frente Justicialista Renovador para la Victoria | 340.174 | 51,23 |
| Juan Carlos Romero    | Alfredo Olmedo            |                       | Frente Romero + Olmedo                          | 203.417 | 30,63 |
| Miguel Nanni          | Alberto Rolando Tonda     |                       | UCR–UNEN–PS                                     | 54.796  | 8,25  |
| Claudio del Plá       | Gabriela Angelina Cerrano |                       | Partido Obrero                                  | 41.309  | 6,22  |
| Cecilia Gómez         | Silvia Cristina Álvarez   |                       | Movimiento Socialista de los Trabajadores       | 12.616  | 1,90  |
| Edmundo Ariel Falú    | Oscar Adolfo Monzón       |                       | Frente Popular                                  | 11.627  | 1,75  |
| Votos positivos       | Votos positivos           | Votos positivos       | Votos positivos                                 | 663.939 | 96,85 |
| Votos en blanco       | Votos en blanco           | Votos en blanco       | Votos en blanco                                 | 21.540  | 3,14  |
| Votos nulos           | Votos nulos               | Votos nulos           | Votos nulos                                     | 0       | 0,00  |
| Participación         | Participación             | Participación         | Participación                                   | 685.479 | 73,61 |
| Electores registrados | Electores registrados     | Electores registrados | Electores registrados                           | 931.213 | 100   |
| Fuente:               |                           |                       |                                                 |         |       |

### Cámara de Diputados
| ← 2013 · Cámara de Diputados · 2017 →                 | ← 2013 · Cámara de Diputados · 2017 →                 | ← 2013 · Cámara de Diputados · 2017 →                 | ← 2013 · Cámara de Diputados · 2017 → | ← 2013 · Cámara de Diputados · 2017 → | ← 2013 · Cámara de Diputados · 2017 → |
| Partido                                               | Partido                                               | Partido                                               | Votos                                 | %                                     | Bancas                                |
| ----------------------------------------------------- | ----------------------------------------------------- | ----------------------------------------------------- | ------------------------------------- | ------------------------------------- | ------------------------------------- |
|                                                       |                                                       | Partido Justicialista                                 | 75.782                                | 14,08                                 | 7/30                                  |
|                                                       | Partido de la Victoria                                | 61.139                                                | 11,36                                 | 4/30                                  |                                       |
|                                                       | Frente Plural                                         | 30.628                                                | 5,69                                  | 1/30                                  |                                       |
|                                                       | Partido Renovador de Salta                            | 29.275                                                | 5,44                                  | 2/30                                  |                                       |
|                                                       | Movimiento Popular Unido                              | 21.275                                                | 3,95                                  | 2/30                                  |                                       |
|                                                       | Frente Salteño                                        | 17.570                                                | 3,26                                  |                                       |                                       |
|                                                       | Memoria y Movilización Social                         | 14.668                                                | 2,73                                  |                                       |                                       |
|                                                       | Movimiento Libres del Sur                             | 10.309                                                | 1,92                                  |                                       |                                       |
|                                                       | Frente Justicialista Renovador para la Victoria       | 4.557                                                 | 0,85                                  | 2/30                                  |                                       |
|                                                       | Unión Victoria Popular                                | 4.220                                                 | 0,78                                  |                                       |                                       |
|                                                       | Frente Grande                                         | 3.939                                                 | 0,73                                  |                                       |                                       |
|                                                       | Kolina                                                | 2.933                                                 | 0,54                                  |                                       |                                       |
|                                                       | MILES                                                 | 1.838                                                 | 0,34                                  |                                       |                                       |
| Total Frente Justicialista Renovador para la Victoria | Total Frente Justicialista Renovador para la Victoria | Total Frente Justicialista Renovador para la Victoria | 278.133                               | 51,67                                 | 18/30                                 |
|                                                       |                                                       | Frente Romero + Olmedo                                | 127.892                               | 23,76                                 | 9/30                                  |
|                                                       | Propuesta Republicana                                 | 37.853                                                | 7,03                                  | 1/30                                  |                                       |
| Total Frente Romero + Olmedo                          | Total Frente Romero + Olmedo                          | Total Frente Romero + Olmedo                          | 165.745                               | 30,79                                 | 10/30                                 |
|                                                       |                                                       | UCR–UNEN–PS                                           | 29.238                                | 5,43                                  | 1/30                                  |
|                                                       | Unión Cívica Radical                                  | 1.479                                                 | 0,27                                  |                                       |                                       |
|                                                       | Partido Socialista                                    | 441                                                   | 0,08                                  |                                       |                                       |
| Total UCR–UNEN–PS                                     | Total UCR–UNEN–PS                                     | Total UCR–UNEN–PS                                     | 31.158                                | 5,79                                  | 1/30                                  |
|                                                       | Partido Obrero                                        | Partido Obrero                                        | 44.616                                | 8,29                                  | 1/30                                  |
|                                                       | Frente Popular                                        | Frente Popular                                        | 9.810                                 | 1,82                                  |                                       |
|                                                       | Movimiento Socialista de los Trabajadores             | Movimiento Socialista de los Trabajadores             | 7.582                                 | 1,41                                  |                                       |
|                                                       | Movimiento Independiente de Justicia y Dignidad       | Movimiento Independiente de Justicia y Dignidad       | 1.231                                 | 0,23                                  |                                       |
| Votos positivos                                       | Votos positivos                                       | Votos positivos                                       | 538.275                               | 95,03                                 |                                       |
| Votos en blanco                                       | Votos en blanco                                       | Votos en blanco                                       | 28.146                                | 4,97                                  |                                       |
| Votos nulos                                           | Votos nulos                                           | Votos nulos                                           | 0                                     | 0,00                                  |                                       |
| Participación                                         | Participación                                         | Participación                                         | 566.421                               | 73,62                                 |                                       |
| Electores registrados                                 | Electores registrados                                 | Electores registrados                                 | 769.382                               | 100                                   |                                       |
| Fuentes:                                              |                                                       |                                                       |                                       |                                       |                                       |

#### Resultados por departamento
| Capital 9 Diputados            | Capital 9 Diputados                             | Capital 9 Diputados | Capital 9 Diputados | Capital 9 Diputados | Capital 9 Diputados |
| Partido                        | Partido                                         | Votos               | %                   | Bancas              | Candidatos |
| ------------------------------ | ----------------------------------------------- | ------------------- | ------------------- | ------------------- | --- |
|                                | Frente Romero + Olmedo                          | 62.749              | 21,54               | 3/9                 | Ver candidatos: 1. Guillermo Jesús Martinelli 2. Alejandro San Millán 3. Betty Daniela Gil 4. Aroldo Jesús Tonini 5. Susana Amalia Urrestarazu Trogliero 6. Ángel Causarano 7. Julio Aurelio Moreno 8. María Cristina Suazo Ruiz 9. Osvaldo José García                                              |
|                                | Propuesta Republicana                           | 37.418              | 12,84               | 1/9                 | Ver candidatos: 1. Martín de los Ríos 2. Enrique Alejandro Juncosa 3. Mirta Susana Liendro 4. Ramiro Are 5. Gabriela Cecilia Décima 6. Amalia Esther Ugarte del Castillo 7. Gabriel Armando Tejerina Navarro 8. Fanny Natalia Rodríguez 9. Luis Roberto Pérez                                        |
|                                | Partido Justicialista                           | 36.594              | 12,56               | 1/9                 | Ver candidatos: 1. Lucas Javier Godoy 2. Eduardo Alberto Sylvester 3. Nelly Noemí Plaza 4. Mercedes Alba Junco 5. Facundo Ricardo Cattaneo Caino 6. Rolando Benito Ovejero 7. Clelia del Carmen Ávalos 8. Guido Giacosa Fernández 9. Alejandra Lía Julia Cebrelli                                    |
|                                | Partido Obrero                                  | 32.885              | 11,28               | 1/9                 | Ver candidatos: 1. Arturo César Alberto Borelli 2. Rodrigo Armando Tolaba 3. Ana del Valle Fernández 4. Carmen Rosa Venencia 5. Esteban Leonardo Montero 6. Cristian Rafael Pereyra 7. Eva Margarita Erazo 8. Rodolfo Héctor Burgos 9. Valeria Elizabeth Jorqui                                      |
|                                | Frente Plural                                   | 26.545              | 9,11                | 1/9                 | Ver candidatos: 1. Matías Posadas 2. Eduardo Federico Siciliano 3. María del Valle Falcón 4. Diego Cristian Wilde Salmoral 5. Fernando Ariel Gil 6. María Virginia Capobianco 7. Orlando Rafael Mamani 8. Javier Edgardo García 9. María Florencia Guiñez                                            |
|                                | Partido de la Victoria                          | 21.060              | 7,22                | 1/9                 | Ver candidatos: 1. Tomás Salvador Rodríguez 2. Abel David Moya Ruiz 3. Mirta Graciela Alfaro Núñez 4. Eduardo Marcel Fuentes 5. Omar Carlos Vega 6. Mónica Fabiana Pereyra 7. Carlos Enrique Torres 8. Luis Raúl López 9. Nelba Mirta Carrasco                                                       |
|                                | UCR–UNEN–PS                                     | 19.864              | 6,81                | 1/9                 | Ver candidatos: 1. Humberto Alejandro Vázquez 2. Raúl Alberto Córdoba 3. María de Lourdes Gómez Cervera 4. Beatriz Mariela Gisel Zamorano 5. Mariano Agustín Díaz Cornejo 6. Rubén Emilio Correa 7. Silvia Betty Rubín 8. Ricardo Federico Gutiérrez Altobelli 9. Sergio Antonio Quintana Villacorta |
|                                | Frente Salteño                                  | 15.267              | 5,24                | 0/9                 | Ver candidatos: 1. Jorge Alberto Crespo 2. Ángel Francisco Marinaro Rodo 3. Ariana Eleonora Piñeyro 4. Desiderio Laureano Almirón Segovia 5. Miriam Ester Sánchez 6. Jesús Rolando Castillo 7. Dora del Carmen Gudiño 8. Alberto Moisés Sánchez 9. Carmen Rosalía Taboada                            |
|                                | Memoria y Movilización Social                   | 11.541              | 3,96                | 0/9                 | Ver candidatos: 1. Raúl Gonzalo Quilodran Llamas 2. Pablo Cesar Viel 3. Gilda Yaquelina Brito 4. Jorge Omar García 5. Rubén Abel Gustavo Mamani 6. Lorena Paulina Choque 7. Héctor Jorge Aldana 8. Fernando Andrés Ruarte 9. Roxana Elizabeth Pantoja                                                |
|                                | Movimiento Libres del Sur                       | 10.309              | 3,53                | 0/9                 | Ver candidatos: 1. Carlos Fernando Morello 2. María Laura Postiglione García 3. Malvina Mercedes Gareca 4. Elio Leonel Guaymas 5. Mirian Natalia Vázquez Ursagaste 6. Jacquelina Rita Roxana Díaz 7. Oscar Rubén Peyrano 8. Gabriela Renata Guanca Soto 9. Estela Norma Chocala                      |
|                                | Movimiento Socialista de los Trabajadores       | 6.741               | 2,31                | 0/9                 | Ver candidatos: 1. Hortencia Liliana Arias López 2. Mónica Silvana Díaz 3. Carlos Humberto Santillán 4. Hilda Noemí Guitián 5. José Augusto Llanos 6. Rosa de los Ángeles Guerra 7. Facundo Pablo Gastón Hoyos 8. Daniela Jimena Rodríguez 9. Marcos Nicholas Torres                                 |
|                                | Frente Popular                                  | 5.743               | 1,97                | 0/9                 | Ver candidatos: 1. María del Carmen Lapasset 2. Nicolás Hernández Aparicio 3. Laureano Jaime Sánchez 4. Magdalena del Valle Laguna 5. Ramiro Daniel Escotorin 6. Julio Guillermo Girón 7. Sandra Analía Rufino 8. María Laura Ontiveros 9. Ramón Eduardo Campos                                      |
|                                | Partido Renovador de Salta                      | 4.597               | 1,57                | 0/9                 | Ver candidatos: 1. Jairo Adiel Vásquez 2. Juan Antonio Saravia Arquati 3. Sonia Fiama Montero 4. Juan Andrés Chávez Toledo 5. Miguel Ángel Mangiaterra 6. Adriana Mabel Silva 7. Armando Daniel Varela 8. Héctor Antonio Muñoz 9. Sofía Alejandra Ibarra di Bello                                    |
| Votos positivos                | Votos positivos                                 | 291.313             | 95,44               |                     | |
| Votos en blanco                | Votos en blanco                                 | 13.888              | 4,55                |                     | |
| Votos nulos                    | Votos nulos                                     | 0                   | 0,00                |                     | |
| Participación                  | Participación                                   | 305.201             | 75,65               |                     | |
| Electores registrados          | Electores registrados                           | 403.404             | 100                 |                     | |
| Cerrillos 2 Diputados          |                                                 |                     |                     |                     | |
| Partido                        | Partido                                         | Votos               | %                   | Bancas              | Candidatos |
|                                | Frente Romero + Olmedo                          | 5.460               | 25,68               | 1/2                 | 1. Mario Raúl Ábalos 2. Elba Filpo Marañón |
|                                | Partido Justicialista                           | 4.428               | 20,82               | 1/2                 | 1. Alberto Luis Abadía 2. Silvia Nélida Kratky |
|                                | Partido Renovador de Salta                      | 3.761               | 17,69               | 0/2                 | 1. Silvia del Carmen Cruz 2. Néstor Eduardo Vargas |
|                                | Partido de la Victoria                          | 2.388               | 11,23               | 0/2                 | 1. Justino Ustarez Colque 2. Ana María Ceballos |
|                                | Frente Plural                                   | 1.493               | 7,02                | 0/2                 | 1. Daniel Gustavo Cruz 2. Angélica Fernanda Fernández |
|                                | Unión Cívica Radical                            | 1.342               | 6,31                | 0/2                 | 1. Gregorio Abelardo Caro Figueroa 2. Ana Delia Martínez |
|                                | Frente Salteño                                  | 1.267               | 5,96                | 0/2                 | 1. Roberto Marín Tomás Aranda 2. Alexandra del Valle Palomo |
|                                | Partido Socialista                              | 441                 | 2,07                | 0/2                 | 1. Roberto José Herrera 2. Milagro Ermelinda Concepción Inojosa |
|                                | Movimiento Independiente de Justicia y Dignidad | 345                 | 1,62                | 0/2                 | 1. Néstor Luis Aguaisol Valdez 2. Ximena Fátima Abigail Córdoba |
|                                | Frente Popular                                  | 333                 | 1,56                | 0/2                 | 1. Luis Marcelo Lerner 2. Antonella Belén Cubei |
| Votos positivos                | Votos positivos                                 | 21.258              | 93,55               |                     | |
| Votos en blanco                | Votos en blanco                                 | 1.465               | 6,44                |                     | |
| Votos nulos                    | Votos nulos                                     | 0                   | 0,00                |                     | |
| Participación                  | Participación                                   | 22.723              | 80,56               |                     | |
| Electores registrados          | Electores registrados                           | 28.205              | 100                 |                     | |
| General Güemes 2 Diputados     |                                                 |                     |                     |                     | |
| Partido                        | Partido                                         | Votos               | %                   | Bancas              | Candidatos |
|                                | Frente Romero + Olmedo                          | 7.192               | 27,41               | 1/2                 | 1. Juan Emilio Fernández Molina 2. Miriam Susana Díaz |
|                                | Partido Justicialista                           | 5.975               | 22,77               | 1/2                 | 1. Germán Darío Rallé 2. Norma Nancy Cachi |
|                                | Partido de la Victoria                          | 3.949               | 15,05               | 0/2                 | 1. Tomás Francisco Torres 2. Ramona Elena Santos |
|                                | Frente Plural                                   | 2.284               | 8,70                | 0/2                 | 1. Sergio Efraín Salvatierra 2. Milagro de los Ángeles Cruz |
|                                | Frente Grande                                   | 1.857               | 7,07                | 0/2                 | 1. Olga Griselda Dan Franco 2. Américo Mamerto Corvalán |
|                                | Partido Renovador de Salta                      | 1.724               | 6,57                | 0/2                 | 1. Patricia Gladys Amani 2. Ramón Adolfo Zárate |
|                                | UCR–UNEN–PS                                     | 1.149               | 4,37                | 0/2                 | 1. Roberto Ariel Martínez 2. Laura del Carmen Guerrero |
|                                | Movimiento Socialista de los Trabajadores       | 712                 | 2,71                | 0/2                 | 1. Hugo Chungara 2. Mercedes del Valle Vildoza |
|                                | Partido Obrero                                  | 510                 | 1,94                | 0/2                 | 1. Juan Ramón Corregidor 2. Vilma Velázquez |
|                                | Frente Popular                                  | 448                 | 1,70                | 0/2                 | 1. Martín Guillermo Caliva 2. Elva del Rosario Magno |
|                                | Propuesta Republicana                           | 435                 | 1,65                | 0/2                 | 1. Luis Ariel Nallin 2. Mirna Vanesa Moreno |
| Votos positivos                | Votos positivos                                 | 26.235              | 95,99               |                     | |
| Votos en blanco                | Votos en blanco                                 | 1.095               | 4,00                |                     | |
| Votos nulos                    | Votos nulos                                     | 0                   | 0,00                |                     | |
| Participación                  | Participación                                   | 27.330              | 75,41               |                     | |
| Electores registrados          | Electores registrados                           | 36.239              | 100                 |                     | |
| General San Martín 3 Diputados |                                                 |                     |                     |                     | |
| Partido                        | Partido                                         | Votos               | %                   | Bancas              | Candidatos |
|                                | Partido de la Victoria                          | 20.309              | 27,28               | 1/3                 | 1. Mario Oscar Ángel 2. Carlos Marcelo Leiva 3. Ramona del Milagro Andrada |
|                                | Partido Renovador de Salta                      | 14.805              | 19,89               | 1/3                 | 1. Dionel Ávalos 2. Mary Luz Flores 3. Ricardo Pedro Ruartes |
|                                | Frente Romero + Olmedo                          | 13.350              | 17,93               | 1/3                 | 1. Luis Gerónimo Cisnero 2. Fermín Hoyos 3. Brenda Guadalupe Lostia |
|                                | Partido Justicialista                           | 11.615              | 15,60               | 0/3                 | 1. Oscar Alberto Alegre 2. César Alejandro Oviedo 3. Javiera del Valle Isabel Córdoba |
|                                | Partido Obrero                                  | 4.744               | 6,37                | 0/3                 | 1. José Ramón Olmedo 2. Liliana del Rosario Díaz 3. Roberto Javier Vilte |
|                                | UCR–UNEN–PS                                     | 3.957               | 5,31                | 0/3                 | 1. Rafael Andrés Delgadillo 2. Valeria Alejandra Fernández 3. Favio Oscar Benítez |
|                                | Unión Victoria Popular                          | 3.597               | 4,83                | 0/3                 | 1. Sandra del Huerto Ardiles 2. Carlos Sergio Paz 3. Mariela Alejandra Ruiz |
|                                | Frente Popular                                  | 2.052               | 2,72                | 0/3                 | 1. Élida Romina Anaquin 2. Darío José Federico Chávez 3. María Angélica Ortega |
| Votos positivos                | Votos positivos                                 | 74.429              | 94,14               |                     | |
| Votos en blanco                | Votos en blanco                                 | 4.629               | 5,85                |                     | |
| Votos nulos                    | Votos nulos                                     | 0                   | 0,00                |                     | |
| Participación                  | Participación                                   | 79.058              | 66,16               |                     | |
| Electores registrados          | Electores registrados                           | 119.483             | 100                 |                     | |
| Guachipas 1 Diputado           |                                                 |                     |                     |                     | |
| Partido                        | Partido                                         | Votos               | %                   | Bancas              | Candidatos |
|                                | Frente Justicialista Renovador para la Victoria | 1.268               | 54,02               | 1/1                 | 1. Mariano San Millán |
|                                | Frente Romero + Olmedo                          | 1.079               | 45,97               | 0/1                 | 1. José Antonio Ibarra |
| Votos positivos                | Votos positivos                                 | 2.347               | 96,22               |                     | |
| Votos en blanco                | Votos en blanco                                 | 92                  | 3,77                |                     | |
| Votos nulos                    | Votos nulos                                     | 0                   | 0,00                |                     | |
| Participación                  | Participación                                   | 2.439               | 80,68               |                     | |
| Electores registrados          | Electores registrados                           | 3.023               | 100                 |                     | |
| La Caldera 1 Diputado          |                                                 |                     |                     |                     | |
| Partido                        | Partido                                         | Votos               | %                   | Bancas              | Candidatos |
|                                | Partido de la Victoria                          | 2.653               | 38,99               | 1/1                 | 1. Rosana Silvia Guantay |
|                                | Frente Romero + Olmedo                          | 2.355               | 34,61               | 0/1                 | 1. María Fernanda Dip Torres |
|                                | Partido Justicialista                           | 1.254               | 18,43               | 0/1                 | 1. Mónica Elizabeth Menini |
|                                | Memoria y Movilización Social                   | 294                 | 4,32                | 0/1                 | 1. Jorge Eduardo Polo |
|                                | MILES                                           | 247                 | 3,63                | 0/1                 | 1. Diego Ignacio Castro |
| Votos positivos                | Votos positivos                                 | 6.803               | 91,59               |                     | |
| Votos en blanco                | Votos en blanco                                 | 624                 | 8,40                |                     | |
| Votos nulos                    | Votos nulos                                     | 0                   | 0,00                |                     | |
| Participación                  | Participación                                   | 7.427               | 80,10               |                     | |
| Electores registrados          | Electores registrados                           | 9.272               | 100                 |                     | |
| La Candelaria 1 Diputado       |                                                 |                     |                     |                     | |
| Partido                        | Partido                                         | Votos               | %                   | Bancas              | Candidatos |
|                                | Partido Justicialista                           | 2.159               | 51,18               | 1/1                 | 1. Segundo César Soria |
|                                | Frente Romero + Olmedo                          | 2.059               | 48,81               | 0/1                 | 1. Ramón Oscar Olazo |
| Votos positivos                | Votos positivos                                 | 4.218               | 94,80               |                     | |
| Votos en blanco                | Votos en blanco                                 | 231                 | 5,19                |                     | |
| Votos nulos                    | Votos nulos                                     | 0                   | 0,00                |                     | |
| Participación                  | Participación                                   | 4.449               | 84,85               |                     | |
| Electores registrados          | Electores registrados                           | 5.243               | 100                 |                     | |
| La Poma 1 Diputado             |                                                 |                     |                     |                     | |
| Partido                        | Partido                                         | Votos               | %                   | Bancas              | Candidatos |
|                                | Partido de la Victoria                          | 521                 | 48,46               | 1/1                 | 1. Mario Valentín Sarapura |
|                                | Frente Romero + Olmedo                          | 457                 | 42,51               | 0/1                 | 1. Ernesto Rosario Tapia |
|                                | Partido Justicialista                           | 77                  | 7,16                | 0/1                 | 1. Norberto Germán Arapa |
|                                | UCR–UNEN–PS                                     | 20                  | 1,86                | 0/1                 | 1. Milagro Agudo |
| Votos positivos                | Votos positivos                                 | 1.075               | 92,99               |                     | |
| Votos en blanco                | Votos en blanco                                 | 81                  | 7,00                |                     | |
| Votos nulos                    | Votos nulos                                     | 0                   | 0,00                |                     | |
| Participación                  | Participación                                   | 1.156               | 85,37               |                     | |
| Electores registrados          | Electores registrados                           | 1.354               | 100                 |                     | |
| La Viña 1 Diputado             |                                                 |                     |                     |                     | |
| Partido                        | Partido                                         | Votos               | %                   | Bancas              | Candidatos |
|                                | Frente Justicialista Renovador para la Victoria | 3.289               | 65,07               | 1/1                 | 1. Esteban Amat |
|                                | Frente Romero + Olmedo                          | 1.765               | 34,92               | 0/1                 | 1. Pedro Federico Aguirre |
| Votos positivos                | Votos positivos                                 | 5.054               | 94,98               |                     | |
| Votos en blanco                | Votos en blanco                                 | 267                 | 5,01                |                     | |
| Votos nulos                    | Votos nulos                                     | 0                   | 0,00                |                     | |
| Participación                  | Participación                                   | 5.321               | 81,82               |                     | |
| Electores registrados          | Electores registrados                           | 6.503               | 100                 |                     | |
| Los Andes 1 Diputado           |                                                 |                     |                     |                     | |
| Partido                        | Partido                                         | Votos               | %                   | Bancas              | Candidatos |
|                                | Partido Justicialista                           | 1.493               | 40,32               | 1/1                 | 1. César Joaquín Córdoba |
|                                | Partido de la Victoria                          | 840                 | 22,69               | 0/1                 | 1. Mario Eduardo Pérez |
|                                | Frente Romero + Olmedo                          | 771                 | 20,82               | 0/1                 | 1. Artimio Marito Viveros |
|                                | Frente Plural                                   | 306                 | 8,26                | 0/1                 | 1. César Gregorio Chávez |
|                                | Memoria y Movilización Social                   | 163                 | 4,40                | 0/1                 | 1. Miguel Orlando Siarez |
|                                | Movimiento Socialista de los Trabajadores       | 129                 | 3,48                | 0/1                 | 1. Simón Agapito Leonar |
| Votos positivos                | Votos positivos                                 | 3.702               | 93,84               |                     | |
| Votos en blanco                | Votos en blanco                                 | 243                 | 6,15                |                     | |
| Votos nulos                    | Votos nulos                                     | 0                   | 0,00                |                     | |
| Participación                  | Participación                                   | 3.945               | 77,23               |                     | |
| Electores registrados          | Electores registrados                           | 5.108               | 100                 |                     | |
| Molinos 1 Diputado             |                                                 |                     |                     |                     | |
| Partido                        | Partido                                         | Votos               | %                   | Bancas              | Candidatos |
|                                | Partido Justicialista                           | 1.585               | 48,53               | 1/1                 | 1. Javier Alberto Vázquez |
|                                | Frente Salteño                                  | 1.036               | 31,72               | 0/1                 | 1. Fernando Roberto Fabián |
|                                | Frente Romero + Olmedo                          | 526                 | 16,10               | 0/1                 | 1. Marcos Guaymas |
|                                | UCR–UNEN–PS                                     | 119                 | 3,64                | 0/1                 | 1. Arnaldo Alfredo Abán |
| Votos positivos                | Votos positivos                                 | 3.266               | 96,51               |                     | |
| Votos en blanco                | Votos en blanco                                 | 118                 | 3,48                |                     | |
| Votos nulos                    | Votos nulos                                     | 0                   | 0,00                |                     | |
| Participación                  | Participación                                   | 3.384               | 77,63               |                     | |
| Electores registrados          | Electores registrados                           | 4.359               | 100                 |                     | |
| Orán 3 Diputados               |                                                 |                     |                     |                     | |
| Partido                        | Partido                                         | Votos               | %                   | Bancas              | Candidatos |
|                                | Movimiento Popular Unido                        | 19.229              | 29,10               | 2/3                 | 1. Argentina Margarita Ramírez 2. Gustavo Ariel Ruiz 3. Marcelo Santiago Astun Morillo |
|                                | Frente Romero + Olmedo                          | 18.610              | 28,16               | 1/3                 | 1. Norma Lilian Lizárraga 2. Jaime Justiniano 3. Carlos Alberto Villacorta Mora |
|                                | Partido de la Victoria                          | 7.334               | 11,09               | 0/3                 | 1. Camilo Alfredo Isaac 2. Santos Ramón Saldaño 3. Julia Gloria Toledo |
|                                | Partido Justicialista                           | 6.545               | 9,90                | 0/3                 | 1. Alicia Vilma Schulz 2. Marianela Mena 3. Luis Benicio Osuna |
|                                | Partido Obrero                                  | 5.803               | 8,78                | 0/3                 | 1. Samuel Andrés Huerga 2. Patricia del Milagro Vaca 3. Francisco Rueda |
|                                | UCR–UNEN–PS                                     | 3.853               | 5,83                | 0/3                 | 1. Mario Alberto Yellamo 2. Elvira Reyes 3. Jesús Marina Romero |
|                                | Kolina                                          | 2.933               | 4,43                | 0/3                 | 1. Hernán Mascietti 2. María Angélica Alpire 3. Jacinto Galarza |
|                                | Frente Popular                                  | 886                 | 1,34                | 0/3                 | 1. Ramón Oscar Salas Jaworski 2. Neri Rolando Bordón 3. Marta Elizabeth Montero |
|                                | Movimiento Independiente de Justicia y Dignidad | 886                 | 1,34                | 0/3                 | 1. Felipe Neri Paredes 2. Justo René Abarza 3. María de las Mercedes Valdez |
| Votos positivos                | Votos positivos                                 | 66.079              | 94,22               |                     | |
| Votos en blanco                | Votos en blanco                                 | 4.052               | 5,77                |                     | |
| Votos nulos                    | Votos nulos                                     | 0                   | 0,00                |                     | |
| Participación                  | Participación                                   | 70.131              | 67,60               |                     | |
| Electores registrados          | Electores registrados                           | 103.741             | 100                 |                     | |
| Rosario de Lerma 2 Diputados   |                                                 |                     |                     |                     | |
| Partido                        | Partido                                         | Votos               | %                   | Bancas              | Candidatos |
|                                | Frente Romero + Olmedo                          | 8.319               | 36,19               | 1/2                 | 1. Mario Alberto Vilca 2. Sandra Marcela Espeche |
|                                | Partido Renovador de Salta                      | 4.388               | 19,08               | 1/2                 | 1. Antonio Nicolás Taibo 2. Cristina Antonia Vera |
|                                | Memoria y Movilización Social                   | 2.670               | 11,61               | 0/2                 | 1. Nora del Valle Yapura 2. Edmundo Demetrio Farfán |
|                                | Frente Grande                                   | 2.082               | 9,05                | 0/2                 | 1. Raúl Ariel Aramayo 2. Rosa Blanca Sajama |
|                                | MILES                                           | 1.591               | 6,92                | 0/2                 | 1. Sara Andrea Gerez 2. Vicente Ceferino Aveldaño |
|                                | Movimiento Popular Unido                        | 1.537               | 6,68                | 0/2                 | 1. Griselda Edith Galleguillos 2. Oscar Nelson Yonar |
|                                | Partido de la Victoria                          | 754                 | 3,28                | 0/2                 | 1. Eduardo Juan Prieto 2. Yolanda Adolfina Mamani |
|                                | Partido Obrero                                  | 674                 | 2,93                | 0/2                 | 1. Mónica Lorena García 2. Juan Pastor Cruz |
|                                | Unión Victoria Popular                          | 623                 | 2,71                | 0/2                 | 1. Jesús Armando Guaimas 2. Mabel Alicia Aguilar |
|                                | Frente Popular                                  | 348                 | 1,51                | 0/2                 | 1. Carlos Gerardo Beringer 2. Viviana Elvecia Lobo |
| Votos positivos                | Votos positivos                                 | 22.986              | 95,61               |                     | |
| Votos en blanco                | Votos en blanco                                 | 1.054               | 4,38                |                     | |
| Votos nulos                    | Votos nulos                                     | 0                   | 0,00                |                     | |
| Participación                  | Participación                                   | 24.040              | 79,92               |                     | |
| Electores registrados          | Electores registrados                           | 30.079              | 100                 |                     | |
| San Carlos 1 Diputado          |                                                 |                     |                     |                     | |
| Partido                        | Partido                                         | Votos               | %                   | Bancas              | Candidatos |
|                                | Frente Romero + Olmedo                          | 1.790               | 42,08               | 1/1                 | 1. Cristina del Valle Rodríguez |
|                                | Partido Justicialista                           | 1.541               | 36,23               | 0/1                 | 1. Irma Ester Ríos |
|                                | Movimiento Popular Unido                        | 509                 | 11,96               | 0/1                 | 1. Rosa Emilio Cardozo |
|                                | UCR–UNEN–PS                                     | 276                 | 6,48                | 0/1                 | 1. Adriana Josefina Bravo |
|                                | Unión Cívica Radical                            | 137                 | 3,22                | 0/1                 | 1. Javier Robustiano Frías |
| Votos positivos                | Votos positivos                                 | 4.253               | 97,23               |                     | |
| Votos en blanco                | Votos en blanco                                 | 121                 | 2,76                |                     | |
| Votos nulos                    | Votos nulos                                     | 0                   | 0,00                |                     | |
| Participación                  | Participación                                   | 4.374               | 78,30               |                     | |
| Electores registrados          | Electores registrados                           | 5.586               | 100                 |                     | |
| Santa Victoria 1 Diputado      |                                                 |                     |                     |                     | |
| Partido                        | Partido                                         | Votos               | %                   | Bancas              | Candidatos |
|                                | Partido Justicialista                           | 2.516               | 47,85               | 1/1                 | 1. Enrique Domínguez |
|                                | Frente Romero + Olmedo                          | 1.410               | 26,82               | 0/1                 | 1. Victorino Serapio |
|                                | Partido de la Victoria                          | 1.331               | 25,31               | 0/1                 | 1. Rubén Tolaba |
| Votos positivos                | Votos positivos                                 | 5.257               | 96,58               |                     | |
| Votos en blanco                | Votos en blanco                                 | 186                 | 3,41                |                     | |
| Votos nulos                    | Votos nulos                                     | 0                   | 0,00                |                     | |
| Participación                  | Participación                                   | 5.443               | 69,93               |                     | |
| Electores registrados          | Electores registrados                           | 7.783               | 100                 |                     | |

### Cámara de Senadores
| ← 2013 · Cámara de Senadores · 2017 →                 | ← 2013 · Cámara de Senadores · 2017 →                 | ← 2013 · Cámara de Senadores · 2017 →                 | ← 2013 · Cámara de Senadores · 2017 → | ← 2013 · Cámara de Senadores · 2017 → | ← 2013 · Cámara de Senadores · 2017 → |
| Partido                                               | Partido                                               | Partido                                               | Votos                                 | %                                     | Bancas                                |
| ----------------------------------------------------- | ----------------------------------------------------- | ----------------------------------------------------- | ------------------------------------- | ------------------------------------- | ------------------------------------- |
|                                                       |                                                       | Frente Justicialista Renovador para la Victoria       | 112.850                               | 42,58                                 | 5/11                                  |
|                                                       | Partido Justicialista                                 | 32.750                                                | 12,36                                 | 4/11                                  |                                       |
|                                                       | Partido de la Victoria                                | 7.842                                                 | 2,96                                  | 1/11                                  |                                       |
|                                                       | Movimiento Popular Unido                              | 6.085                                                 | 2,30                                  |                                       |                                       |
|                                                       | Partido Renovador de Salta                            | 4.480                                                 | 1,69                                  | 1/11                                  |                                       |
|                                                       | Frente Plural                                         | 3.511                                                 | 1,32                                  |                                       |                                       |
|                                                       | Kolina                                                | 405                                                   | 0,15                                  |                                       |                                       |
|                                                       | Frente Salteño                                        | 228                                                   | 0,09                                  |                                       |                                       |
| Total Frente Justicialista Renovador para la Victoria | Total Frente Justicialista Renovador para la Victoria | Total Frente Justicialista Renovador para la Victoria | 168.151                               | 63,45                                 | 11/11                                 |
|                                                       |                                                       | Frente Romero + Olmedo                                | 61.231                                | 23,10                                 |                                       |
|                                                       | Propuesta Republicana                                 | 1.443                                                 | 0,54                                  |                                       |                                       |
| Total Frente Romero + Olmedo                          | Total Frente Romero + Olmedo                          | Total Frente Romero + Olmedo                          | 62.674                                | 23,64                                 |                                       |
|                                                       |                                                       | UCR–UNEN–PS                                           | 14.462                                | 5,46                                  |                                       |
|                                                       | Unión Cívica Radical                                  | 1.673                                                 | 0,63                                  |                                       |                                       |
|                                                       | Partido Socialista                                    | 478                                                   | 0,18                                  |                                       |                                       |
| Total UCR–UNEN–PS                                     | Total UCR–UNEN–PS                                     | Total UCR–UNEN–PS                                     | 16.613                                | 6,27                                  |                                       |
|                                                       | Partido Obrero                                        | Partido Obrero                                        | 11.337                                | 4,28                                  |                                       |
|                                                       | Frente Popular                                        | Frente Popular                                        | 4.183                                 | 1,58                                  |                                       |
|                                                       | Movimiento Independiente de Justicia y Dignidad       | Movimiento Independiente de Justicia y Dignidad       | 2.095                                 | 0,79                                  |                                       |
| Votos positivos                                       | Votos positivos                                       | Votos positivos                                       | 265.053                               | 94,90                                 |                                       |
| Votos en blanco                                       | Votos en blanco                                       | Votos en blanco                                       | 14.241                                | 5,10                                  |                                       |
| Votos nulos                                           | Votos nulos                                           | Votos nulos                                           | 0                                     | 0,00                                  |                                       |
| Participación                                         | Participación                                         | Participación                                         | 279.294                               | 70,10                                 |                                       |
| Electores registrados                                 | Electores registrados                                 | Electores registrados                                 | 398.397                               | 100                                   |                                       |
| Fuentes:                                              |                                                       |                                                       |                                       |                                       |                                       |

#### Resultados por departamento
| Anta 1 Senador                   | Anta 1 Senador        | Anta 1 Senador                                  | Anta 1 Senador | Anta 1 Senador |
| Candidato                        | Partido               | Partido                                         | Votos          | %              |
| -------------------------------- | --------------------- | ----------------------------------------------- | -------------- | -------------- |
| Ernesto Ángel Gómez              |                       | Partido Justicialista                           | 12.832         | 41,52          |
| Pascuala Irma Caro               |                       | Frente Romero + Olmedo                          | 8.443          | 27,32          |
| Samuel Eduardo Cabrera           |                       | Movimiento Popular Unido                        | 6.085          | 19,69          |
| Carmen Antonio Ruiz              |                       | Partido Renovador de Salta                      | 2.074          | 6,71           |
| Hugo Gavino Santillán            |                       | Partido Obrero                                  | 546            | 1,76           |
| Omar Gabis Rojas                 |                       | Frente Popular                                  | 521            | 1,68           |
| Matilde Mercedes Orellana        |                       | Movimiento Independiente de Justicia y Dignidad | 398            | 1,28           |
| Votos positivos                  | Votos positivos       | Votos positivos                                 | 30.899         | 94,95          |
| Votos en blanco                  | Votos en blanco       | Votos en blanco                                 | 1.640          | 5,04           |
| Votos nulos                      | Votos nulos           | Votos nulos                                     | 0              | 0,00           |
| Participación                    | Participación         | Participación                                   | 32.539         | 73,00          |
| Electores registrados            | Electores registrados | Electores registrados                           | 44.568         | 100            |
| Cerrillos 1 Senador              |                       |                                                 |                |                |
| Candidato                        | Partido               | Partido                                         | Votos          | %              |
| Alfredo Jorge                    |                       | Frente Justicialista Renovador para la Victoria | 12.282         | 57,55          |
| Gonzalo Caro Dávalos             |                       | Frente Romero + Olmedo                          | 6.061          | 28,40          |
| Ernesto Saravia                  |                       | Unión Cívica Radical                            | 1.673          | 7,83           |
| Nancy Patricia Fernández         |                       | Partido Socialista                              | 478            | 2,23           |
| Elizabeth Graciela Albornoz      |                       | Movimiento Independiente de Justicia y Dignidad | 451            | 2,11           |
| Mónica Lucía Eckhardt            |                       | Frente Popular                                  | 396            | 1,85           |
| Votos positivos                  | Votos positivos       | Votos positivos                                 | 21.341         | 93,91          |
| Votos en blanco                  | Votos en blanco       | Votos en blanco                                 | 1.382          | 6,08           |
| Votos nulos                      | Votos nulos           | Votos nulos                                     | 0              | 0,00           |
| Participación                    | Participación         | Participación                                   | 22.723         | 80,56          |
| Electores registrados            | Electores registrados | Electores registrados                           | 28.205         | 100            |
| General San Martín 1 Senador     |                       |                                                 |                |                |
| Candidato                        | Partido               | Partido                                         | Votos          | %              |
| Andrés Zottos                    |                       | Frente Justicialista Renovador para la Victoria | 49.767         | 66,31          |
| Héctor Hugo Camacho Ruiz         |                       | Frente Romero + Olmedo                          | 12.930         | 17,22          |
| Carlos Alberto Carrizo           |                       | UCR–UNEN–PS                                     | 6.036          | 8,04           |
| Fidel Faustino Paz               |                       | Partido Obrero                                  | 4.540          | 6,04           |
| Alberto Gerardo Aranda           |                       | Frente Popular                                  | 1.772          | 2,36           |
| Votos positivos                  | Votos positivos       | Votos positivos                                 | 75.045         | 94,92          |
| Votos en blanco                  | Votos en blanco       | Votos en blanco                                 | 4.016          | 5,07           |
| Votos nulos                      | Votos nulos           | Votos nulos                                     | 0              | 0,00           |
| Participación                    | Participación         | Participación                                   | 79.061         | 66,16          |
| Electores registrados            | Electores registrados | Electores registrados                           | 119.483        | 100            |
| Iruya 1 Senador                  |                       |                                                 |                |                |
| Candidato                        | Partido               | Partido                                         | Votos          | %              |
| Walter Hernán Cruz               |                       | Partido de la Victoria                          | 1.693          | 51,07          |
| Roberto Poclava                  |                       | Partido Justicialista                           | 1.280          | 38,61          |
| Teodocio David Canchi            |                       | Frente Salteño                                  | 228            | 6,87           |
| Pedro Justino Cruz               |                       | Frente Romero + Olmedo                          | 114            | 3,43           |
| Votos positivos                  | Votos positivos       | Votos positivos                                 | 3.315          | 97,32          |
| Votos en blanco                  | Votos en blanco       | Votos en blanco                                 | 91             | 2,67           |
| Votos nulos                      | Votos nulos           | Votos nulos                                     | 0              | 0,00           |
| Participación                    | Participación         | Participación                                   | 3.406          | 74,56          |
| Electores registrados            | Electores registrados | Electores registrados                           | 4.569          | 100            |
| La Candelaria 1 Senador          |                       |                                                 |                |                |
| Candidato                        | Partido               | Partido                                         | Votos          | %              |
| Alfredo Francisco Sanguino       |                       | Partido Renovador de Salta                      | 2.406          | 57,19          |
| Enrique Antonio Galván           |                       | Frente Romero + Olmedo                          | 1.801          | 42,80          |
| Votos positivos                  | Votos positivos       | Votos positivos                                 | 4.207          | 94,56          |
| Votos en blanco                  | Votos en blanco       | Votos en blanco                                 | 242            | 5,43           |
| Votos nulos                      | Votos nulos           | Votos nulos                                     | 0              | 0,00           |
| Participación                    | Participación         | Participación                                   | 4.449          | 84,85          |
| Electores registrados            | Electores registrados | Electores registrados                           | 5.243          | 100            |
| La Viña 1 Senador                |                       |                                                 |                |                |
| Candidato                        | Partido               | Partido                                         | Votos          | %              |
| Jorge Pablo Soto                 |                       | Frente Justicialista Renovador para la Victoria | 2.963          | 58,43          |
| Mariel Rosana Giménez            |                       | Frente Romero + Olmedo                          | 2.108          | 41,56          |
| Votos positivos                  | Votos positivos       | Votos positivos                                 | 5.071          | 95,30          |
| Votos en blanco                  | Votos en blanco       | Votos en blanco                                 | 250            | 4,69           |
| Votos nulos                      | Votos nulos           | Votos nulos                                     | 0              | 0,00           |
| Participación                    | Participación         | Participación                                   | 5.321          | 81,82          |
| Electores registrados            | Electores registrados | Electores registrados                           | 6.503          | 100            |
| Metán 1 Senador                  |                       |                                                 |                |                |
| Candidato                        | Partido               | Partido                                         | Votos          | %              |
| Roberto Gramaglia                |                       | Frente Justicialista Renovador para la Victoria | 13.396         | 61,77          |
| David Adrián Melian              |                       | Frente Romero + Olmedo                          | 2.993          | 13,80          |
| Marta Lucrecia Rodríguez         |                       | UCR–UNEN–PS                                     | 2.582          | 11,90          |
| José Pantaleón Flores            |                       | Propuesta Republicana                           | 1.443          | 6,65           |
| José Francisco Palma             |                       | Partido Obrero                                  | 934            | 4,30           |
| Alberto Antonio Abregú           |                       | Frente Popular                                  | 337            | 1,55           |
| Votos positivos                  | Votos positivos       | Votos positivos                                 | 21.685         | 95,52          |
| Votos en blanco                  | Votos en blanco       | Votos en blanco                                 | 1.016          | 4,47           |
| Votos nulos                      | Votos nulos           | Votos nulos                                     | 0              | 0,00           |
| Participación                    | Participación         | Participación                                   | 22.701         | 69,90          |
| Electores registrados            | Electores registrados | Electores registrados                           | 32.474         | 100            |
| Orán 1 Senador                   |                       |                                                 |                |                |
| Candidato                        | Partido               | Partido                                         | Votos          | %              |
| Pablo González                   |                       | Frente Justicialista Renovador para la Victoria | 34.442         | 51,91          |
| Silvia Sabag                     |                       | Frente Romero + Olmedo                          | 19.659         | 29,63          |
| Rufino Rubén Tolay               |                       | Partido Obrero                                  | 5.317          | 8,01           |
| Antonio Fabián Pérez Rigos       |                       | UCR–UNEN–PS                                     | 4.520          | 6,81           |
| Elías Pablo Torres               |                       | Movimiento Independiente de Justicia y Dignidad | 1.246          | 1,87           |
| Ángel Serafín Flores             |                       | Frente Popular                                  | 1.157          | 1,74           |
| Votos positivos                  | Votos positivos       | Votos positivos                                 | 66.341         | 94,56          |
| Votos en blanco                  | Votos en blanco       | Votos en blanco                                 | 3.790          | 5,40           |
| Votos nulos                      | Votos nulos           | Votos nulos                                     | 0              | 0,00           |
| Participación                    | Participación         | Participación                                   | 70.131         | 67,60          |
| Electores registrados            | Electores registrados | Electores registrados                           | 103.741        | 100            |
| Rivadavia 1 Senador              |                       |                                                 |                |                |
| Candidato                        | Partido               | Partido                                         | Votos          | %              |
| Mashur Lapad                     |                       | Partido Justicialista                           | 9.139          | 60,26          |
| Jesús Ramón Villa                |                       | Partido de la Victoria                          | 5.058          | 33,35          |
| Julián Raymundo Martínez         |                       | Frente Romero + Olmedo                          | 967            | 6,37           |
| Votos positivos                  | Votos positivos       | Votos positivos                                 | 15.164         | 95,31          |
| Votos en blanco                  | Votos en blanco       | Votos en blanco                                 | 745            | 4,68           |
| Votos nulos                      | Votos nulos           | Votos nulos                                     | 0              | 0,00           |
| Participación                    | Participación         | Participación                                   | 15.909         | 72,24          |
| Electores registrados            | Electores registrados | Electores registrados                           | 22.021         | 100            |
| Rosario de la Frontera 1 Senador |                       |                                                 |                |                |
| Candidato                        | Partido               | Partido                                         | Votos          | %              |
| Diego Sebastián Pérez            |                       | Partido Justicialista                           | 6.967          | 41,66          |
| Bibiana Yasbel Singh Kaur        |                       | Frente Romero + Olmedo                          | 4.515          | 27,00          |
| Ángel Morales                    |                       | Frente Plural                                   | 3.511          | 20,99          |
| Jorge Víctor Piorno              |                       | UCR–UNEN–PS                                     | 1.324          | 7,91           |
| Carlos Eduardo Torres            |                       | Kolina                                          | 405            | 2,42           |
| Votos positivos                  | Votos positivos       | Votos positivos                                 | 16.722         | 94,95          |
| Votos en blanco                  | Votos en blanco       | Votos en blanco                                 | 889            | 5,04           |
| Votos nulos                      | Votos nulos           | Votos nulos                                     | 0              | 0,00           |
| Participación                    | Participación         | Participación                                   | 17.611         | 73,97          |
| Electores registrados            | Electores registrados | Electores registrados                           | 23.807         | 100            |
| Santa Victoria 1 Senador         |                       |                                                 |                |                |
| Candidato                        | Partido               | Partido                                         | Votos          | %              |
| Cástulo Yanque                   |                       | Partido Justicialista                           | 2.532          | 48,10          |
| Arturo Fernando Álvarez          |                       | Frente Romero + Olmedo                          | 1.640          | 31,16          |
| Omar Gustavo Martínez            |                       | Partido de la Victoria                          | 1.091          | 20,72          |
| Votos positivos                  | Votos positivos       | Votos positivos                                 | 5.263          | 96,69          |
| Votos en blanco                  | Votos en blanco       | Votos en blanco                                 | 180            | 3,30           |
| Votos nulos                      | Votos nulos           | Votos nulos                                     | 0              | 0,00           |
| Participación                    | Participación         | Participación                                   | 5.443          | 69,93          |
| Electores registrados            | Electores registrados | Electores registrados                           | 7.783          | 100            |